# Rzucewo
Rzucewo (kaszb. Rzucewò, niem. Rutzau) – wieś kaszubska w Polsce położona w województwie pomorskim, w powiecie puckim, w gminie Puck. Położona nad Zatoką Pucką między Redą a Puckiem. Stara osada rybacka i rycerska.
Po 1466 roku wzmiankowana kolejno jako dobra Wejherów, Sobieskich i Przebendowskich pod nazwą Ruczewo.
Wieś otoczona od strony lądu kępami lasu (należącego do Nadmorskiego Parku Krajobrazowego) z unikatowymi i egzotycznymi krzewami. Aleja lipowa (zwana Aleją Sobieskiego) z XVII w. prowadząca z Rzucewa do Osłonina. Według tradycji aleję sadził sam Jan III Sobieski, w czasie gdy właścicielką wsi była jego siostra Katarzyna. Na północ – w stronę Pucka – ścieżka spacerowa skrajem Kępy Puckiej.
W okolicy Rzucewa znajduje się grupa głazów narzutowych Dwunastu Apostołów, stanowiąca pomnik przyrody.
We wsi zostały znalezione pierwsze ślady (wyroby z bursztynu) neolitycznej kultury rzucewskiej. Znajduje się tu również odkryta w 1894 roku tzw. osada łowców fok – ważne miejsce badań archeologicznych nad południowym Bałtykiem. Między wrześniem 2012 a czerwcem 2013 zbudowano tu Park Kulturowy: muzeum na wolnym powietrzu z rekonstrukcjami obiektów archeologicznych oraz stałą ekspozycję archeologiczną w tzw. Chacie Kaszubskiej z przełomu XIX i XX wieku.

## Zabytki
- Pałac w stylu neogotyckim z 1840 r. wybudowany przez rodzinę von Below w pobliżu rezydencji Wejherów z XVII wieku. Po II wojnie światowej zaadaptowany na szkołę rolniczą. Od 1996 jest to luksusowy hotel Zamek Jan III Sobieski.

## Galeria

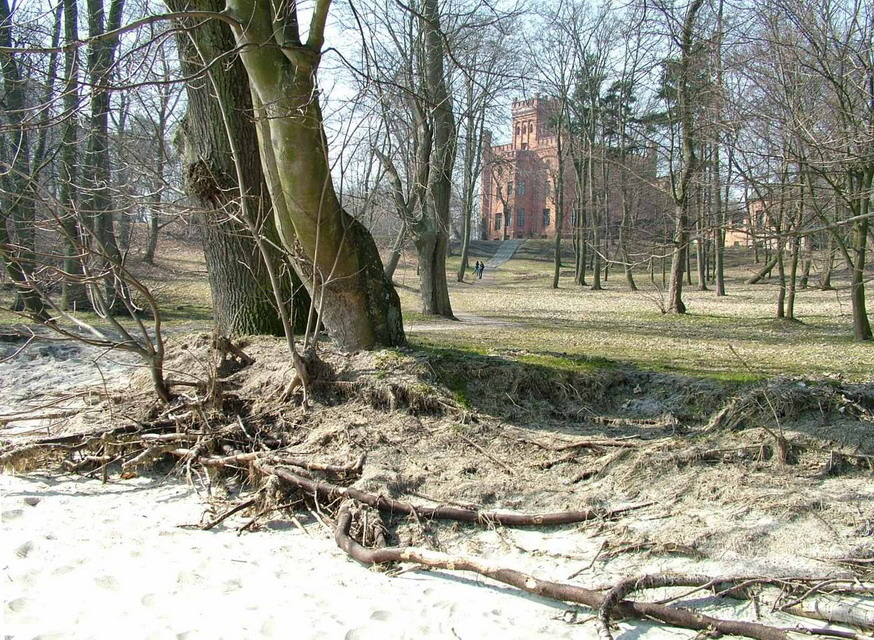
Brzeg morski i zabytkowy park z XVII-XIX w.
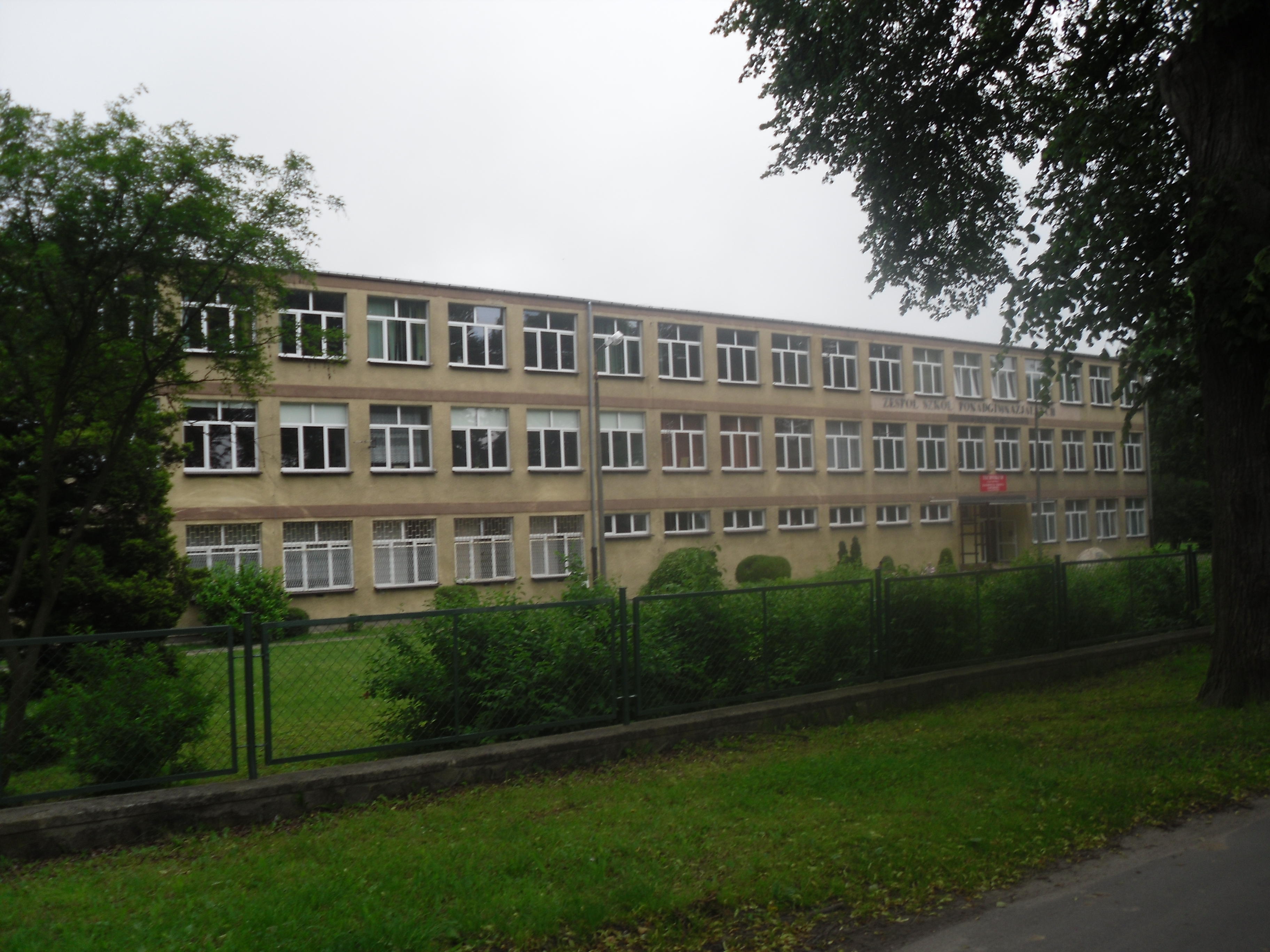
Technikum w Rzucewie
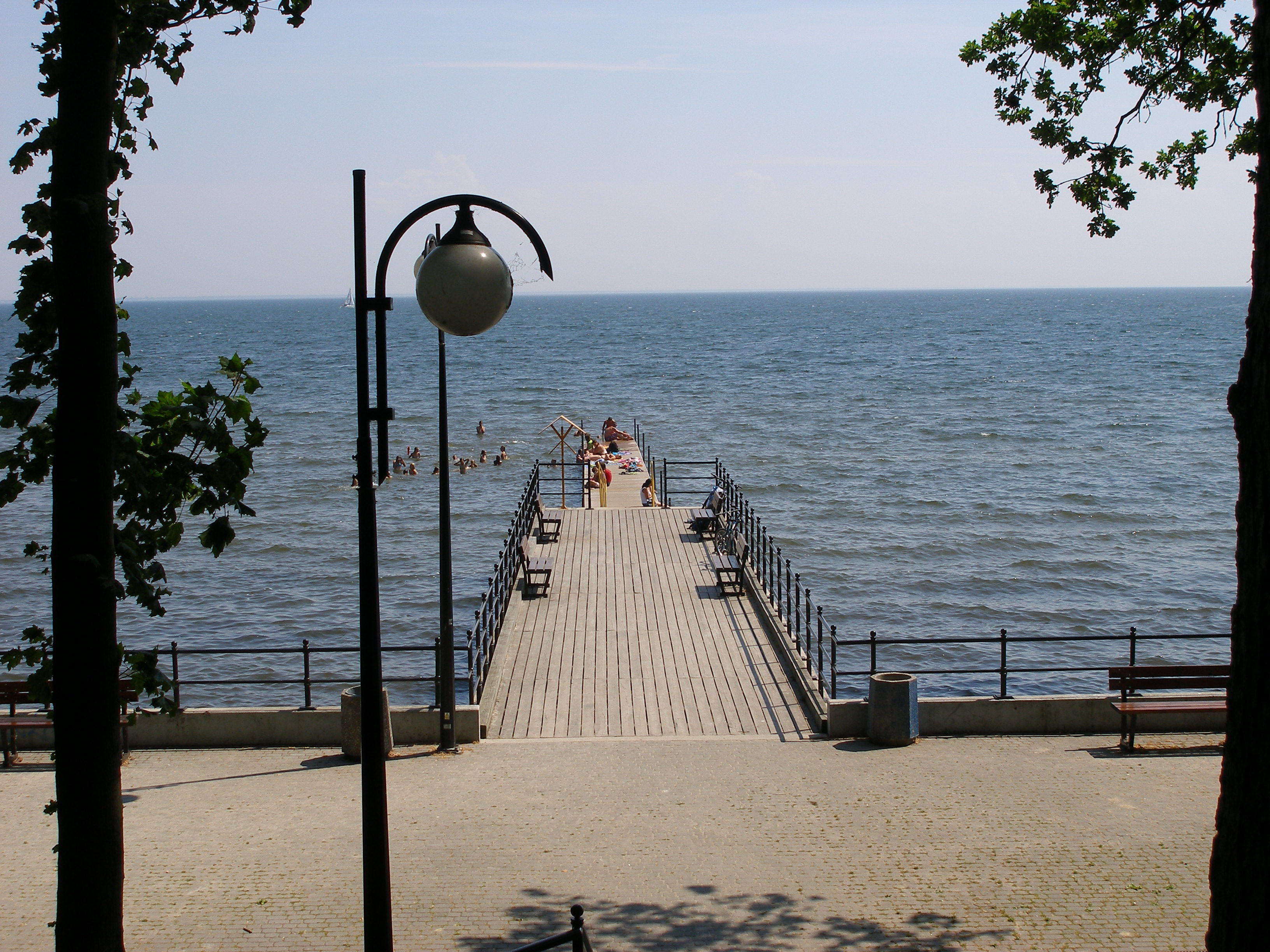
Molo
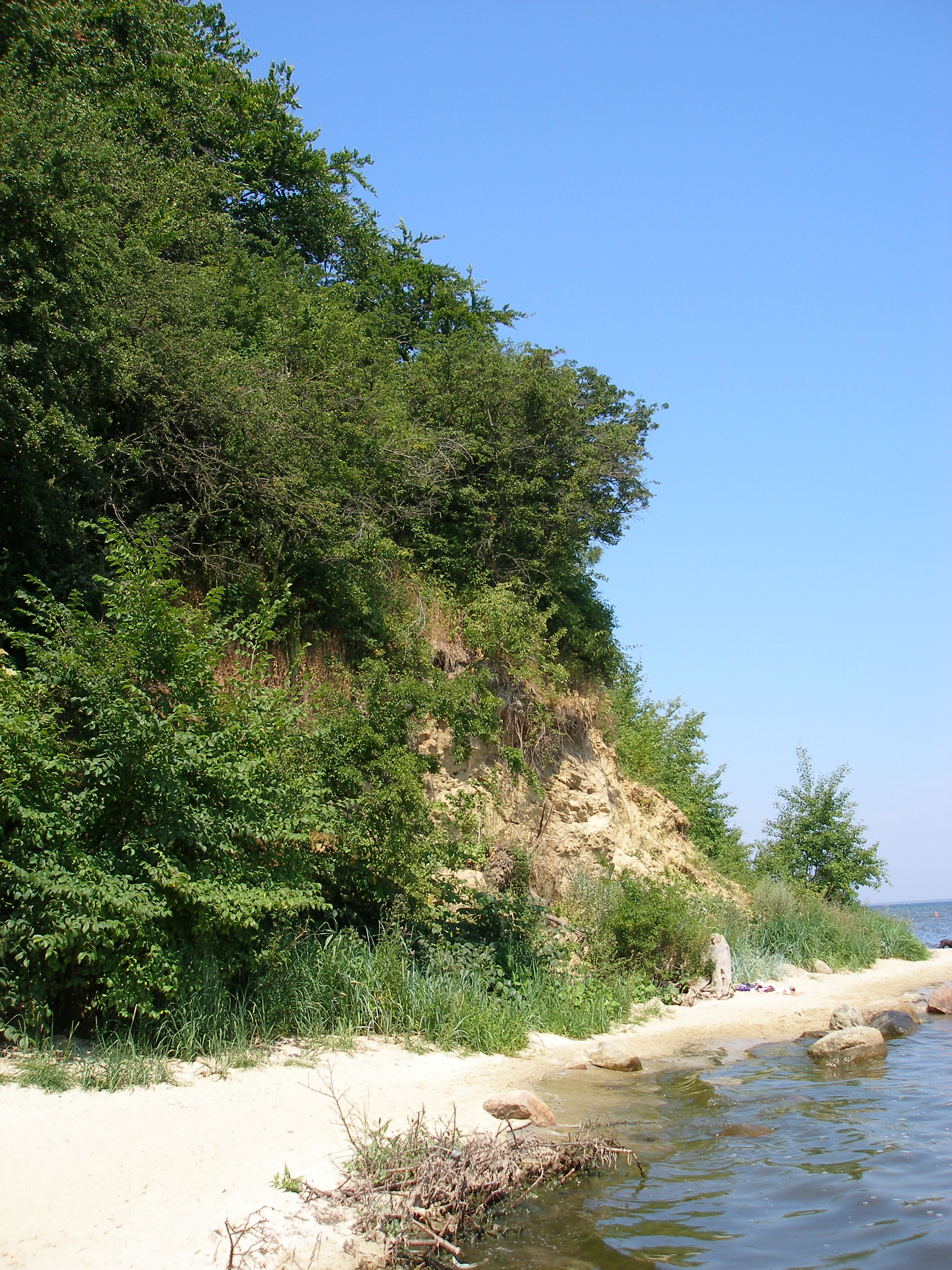
Klif Rzucewski
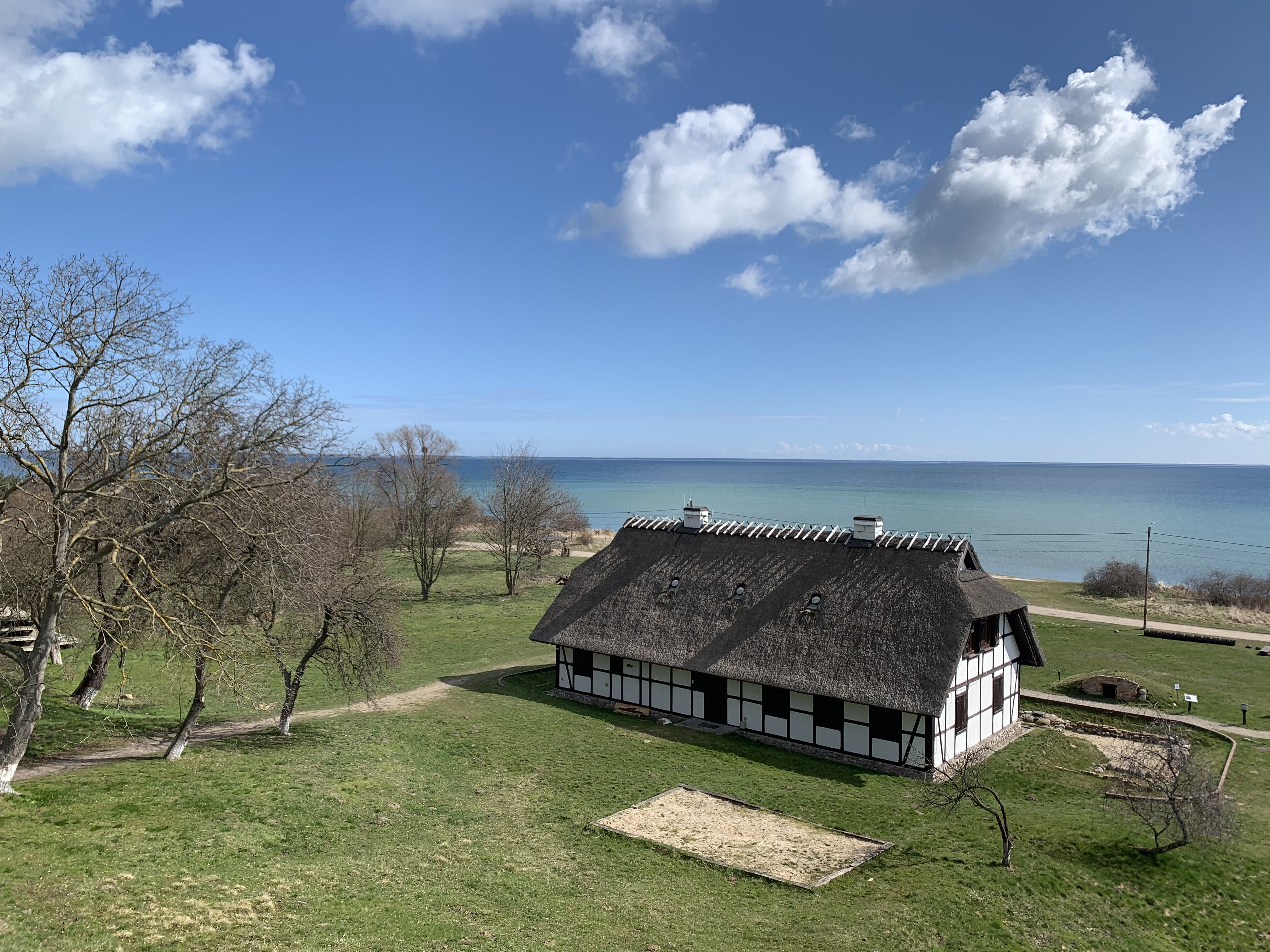
Osada łowców fok
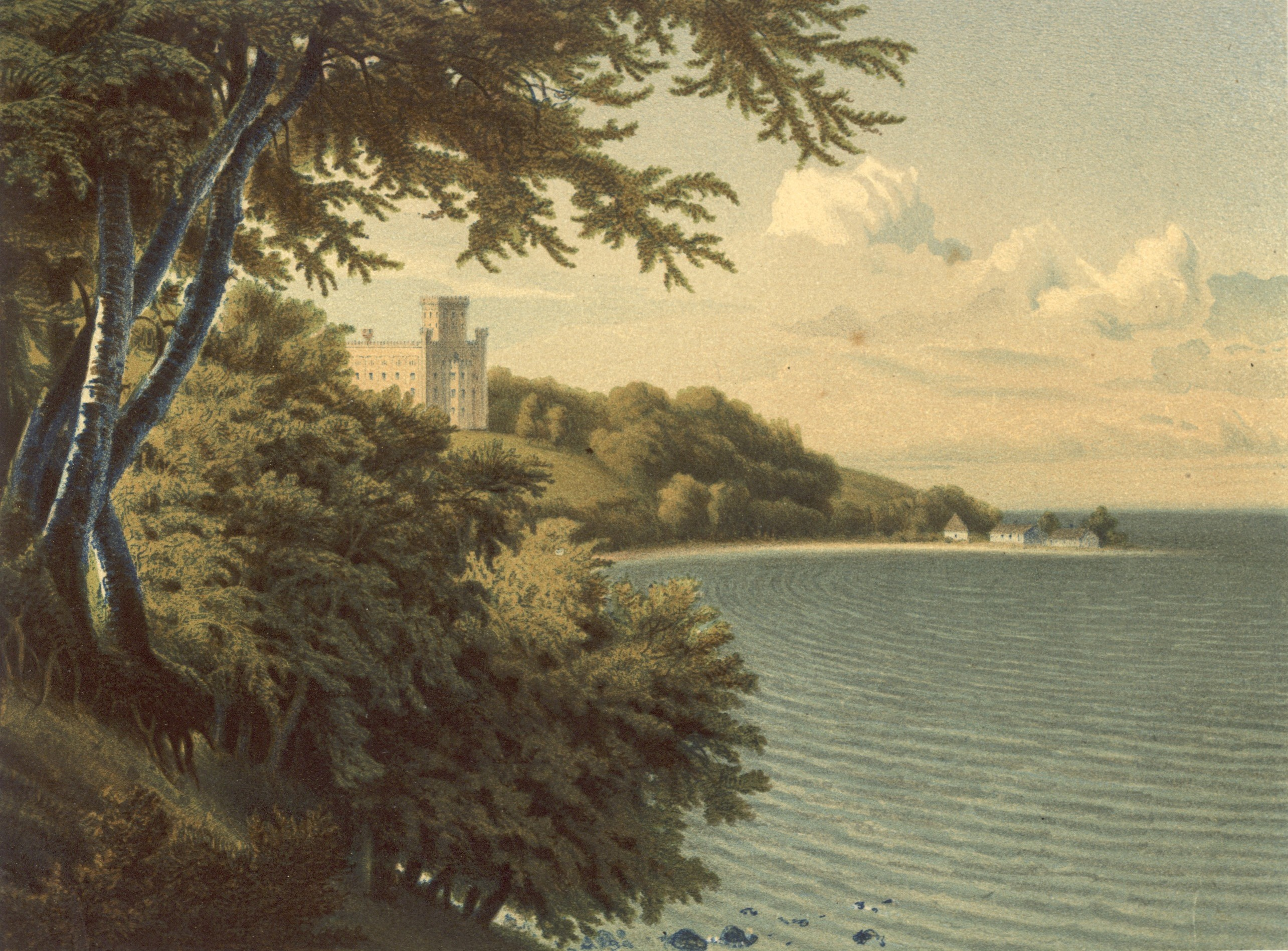
Pałac w Rzucewie na litografii z 1857 r.